# کپوگز
کپوگز یک روستا در ایران است که در بخش مرکزی شهرستان سربیشه واقع شده‌است. کپوگز ۱۲۰ نفر جمعیت دارد.